# Zastava Walesa
Zastava Walesa (velški Y Ddraig Goch, u slobodnom prijevodu Crveni zmaj) nacionalna je velška zastava, sastoji se od crvenog koračajućeg zmaja, tj. "u prolazu" (franc. passant), na zelenom i bijelom polju. Točan prikaz zmaja nije standardiziran. Službeno je priznata kao velška nacionalna zastava 1959. godine.